# サクッと!欅坂46
『サクッと!欅坂46』（サクッと!けやきざかフォーティーシックス）は、フジテレビで2018年10月6日から12月29日まで毎週土曜日 15:25 - 15:30（JST）に放送されていた欅坂46の冠番組である。全13回。ロッテの一社提供。

## 概要
欅坂46のメンバーが10代、20代の抱える悩みやモヤモヤをサクッと解決する番組。『欅坂46のあっぷっプリ』の後継番組として放送開始された。

## 出演者
メイン
- 欅坂46[2]

ナレーション
- 井上清華（フジテレビアナウンサー）[2]

## 放送日程
| 回 | 放送日   | 悩み内容                                       | メンバー                     | 備考                             |
| -- | -------- | ---------------------------------------------- | ---------------------------- | -------------------------------- |
| 1  | 10月6日  | 童顔なので年齢より幼く見られてしまう           | 菅井友香・小林由依・渡邉理佐 |                                  |
| 2  | 10月13日 | 親友が他の人と話していると嫉妬してしまう       | 小林由依・菅井友香・渡辺梨加 |                                  |
| 3  | 10月20日 | 就職するか進学するか答えが出ない               | 長濱ねる・織田奈那・渡邉理佐 |                                  |
| 4  | 10月27日 | 彼氏の返信が遅くて他の事が手につかない         | 長濱ねる・渡邉理佐・菅井友香 |                                  |
| 5  | 11月3日  | 周囲のテンションに合わせるのに気疲れしてしまう | 菅井友香・織田奈那・小林由依 |                                  |
| 6  | 11月10日 | 趣味がなくて時間を持て余してしまう             | 小林由依・渡辺梨加・小池美波 |                                  |
| 7  | 11月17日 | 本番だと緊張して力が発揮できない               | 長濱ねる・渡邉理佐・渡辺梨加 |                                  |
| 8  | 11月24日 | 女子校育ちで男性に緊張してしまう               | 渡邉理佐・渡辺梨加・小池美波 |                                  |
| 9  | 12月1日  | 母が僕を「ちゃん」付けで呼ぶ                   | 長濱ねる・渡邉理佐・尾関梨香 |                                  |
| 10 | 12月8日  | 写真映りが悪くて悩んでしまう                   | 石森虹花・渡辺梨加・長濱ねる |                                  |
| 11 | 12月15日 | 人前で緊張してオドオドしてしまう               | 渡辺梨加・渡邉理佐・織田奈那 |                                  |
| 12 | 12月22日 | 親友と同じ子を好きになってしまった             | 渡邉理佐・長濱ねる・渡辺梨加 | クリスマス間近でサンタ帽子を着用 |
| 13 | 12月29日 | 何でも出来る双子の兄に嫉妬してしまう           | 小池美波・渡邉理佐・長濱ねる | 最終回                           |

## 放送期間
| 放送期間                 | 放送日時           | 放送局           | 対象地域   | 備考   |
| ------------------------ | ------------------ | ---------------- | ---------- | ------ |
| 2018年10月6日 - 12月29日 | 土曜 15:25 - 15:30 | フジテレビ（CX） | 関東広域圏 | 制作局 |

## スタッフ
- プロデューサー：織田実[2]
- 演出：澤田親宏[2]
- ディレクター：金澤忠延、内田義之、勝見拓也[要出典]
- 制作：STELLA-TV[2]
- 企画：Y&N Brothers[要出典]